# 青春キネマ
「青春キネマ」（せいしゅんきねま）は、CHABAの3枚目のアルバムおよびメジャー・デビュー作。

## 収録内容

### CD (レーベルゲートCD2)
- 品番：KSCL-701
- 定価：1,529円

#### CD
1. 青春キネマ Youth Cinema - 4:35
作詞：平野一郎／作曲：平野一郎／編曲：CHABA、河村博司
2. つのり Tsunori - 4:59
作詞：平野一郎／作曲：平野一郎／編曲：CHABA、河村博司
3. 針と糸 Needle and Thread - 4:52
作詞：平野一郎／作曲：平野一郎／編曲：CHABA、河村博司
4. 歳歳嫌嫌よ Blow in the Wind - 4:59
作詞：平野一郎／作曲：平野一郎／編曲：CHABA、河村博司

### CD
- 品番：KSCL-926
- 定価：1,529円

#### CD
※KSCL-701と同一